# Barry Flanagan

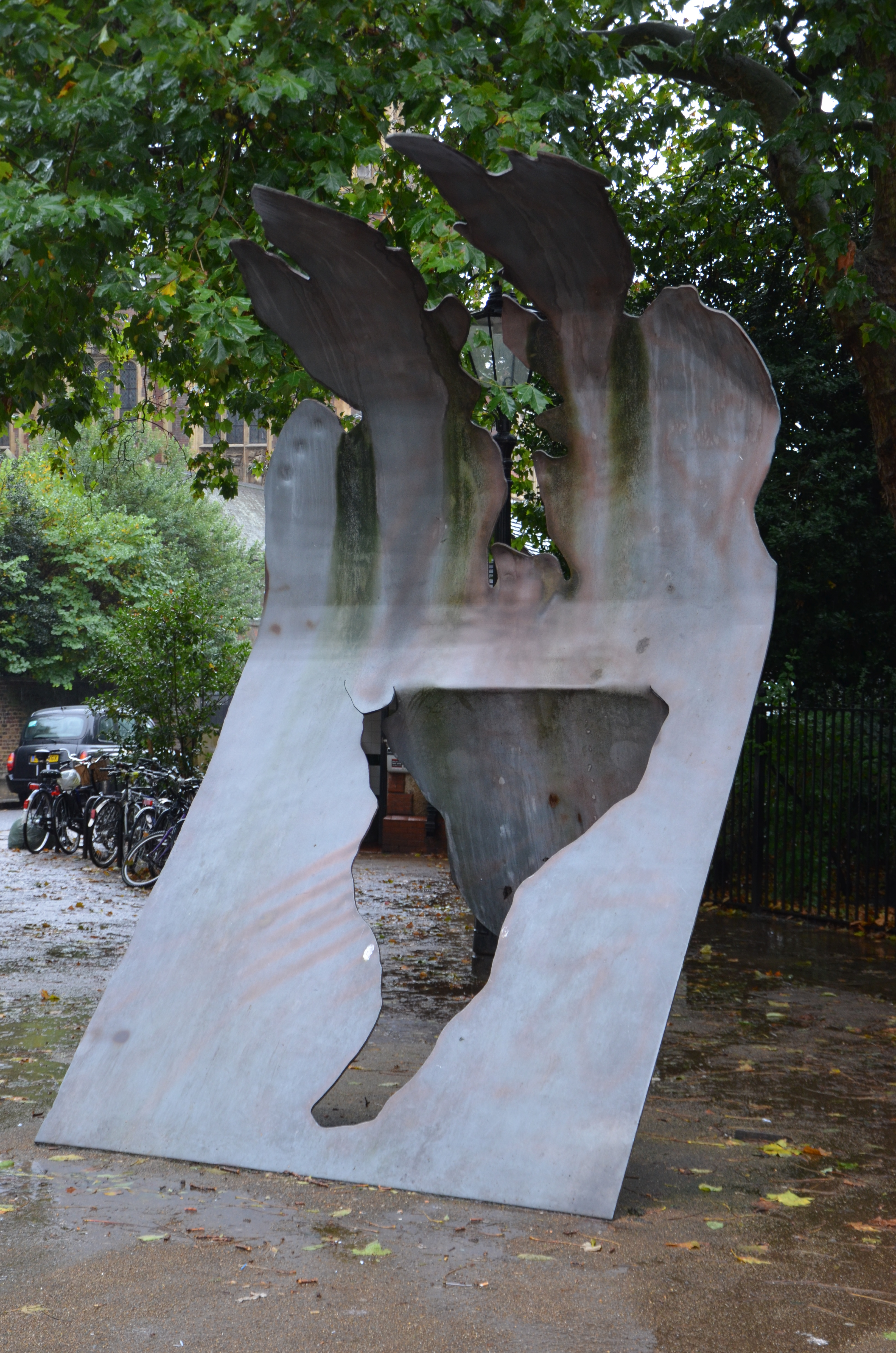
Camdonian vid Lincoln's Inn Fields i London.

Barry Flanagan, född 11 januari 1941 i Prestatyn i Wales, död 31 augusti 2009 i Ibiza i Spanien, var en brittisk skulptör.
Barry Flanagan utbildade sig i arkitektur på Birmingham College of Art and Crafts 1957–1958 och i skulptur på Saint Martins School of Art i London 1964–1966. Han undervisade 1967–1971 på Saint Martins School of Art och på Central School of Art and Design i London.

## Filmografi
The Man Who Sculpted Hares: Barry Flanagan, A Life av Peter Bach

## Bildgalleri

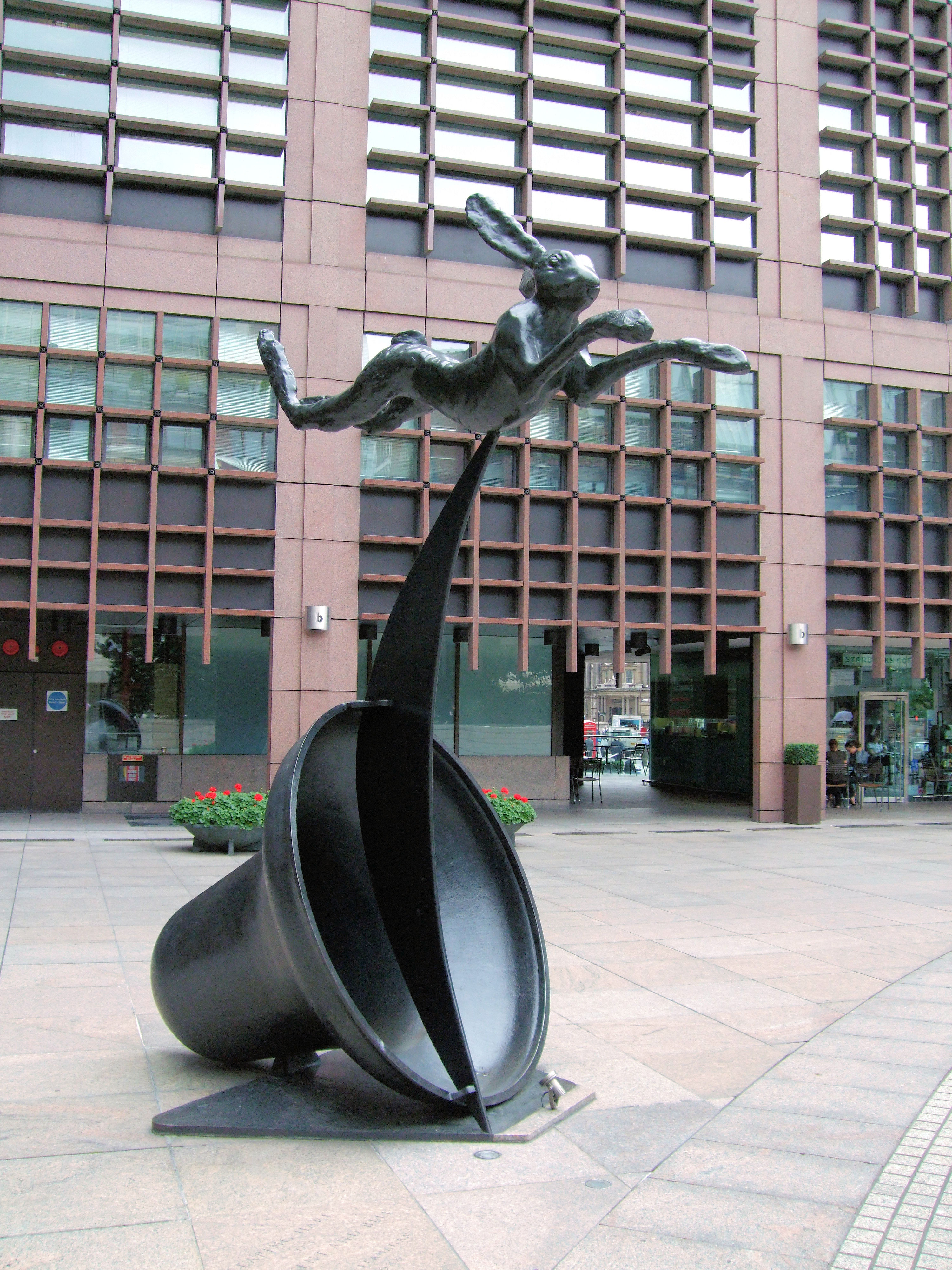
Leaping Hare on Crescent and Bell, 1988, i London.
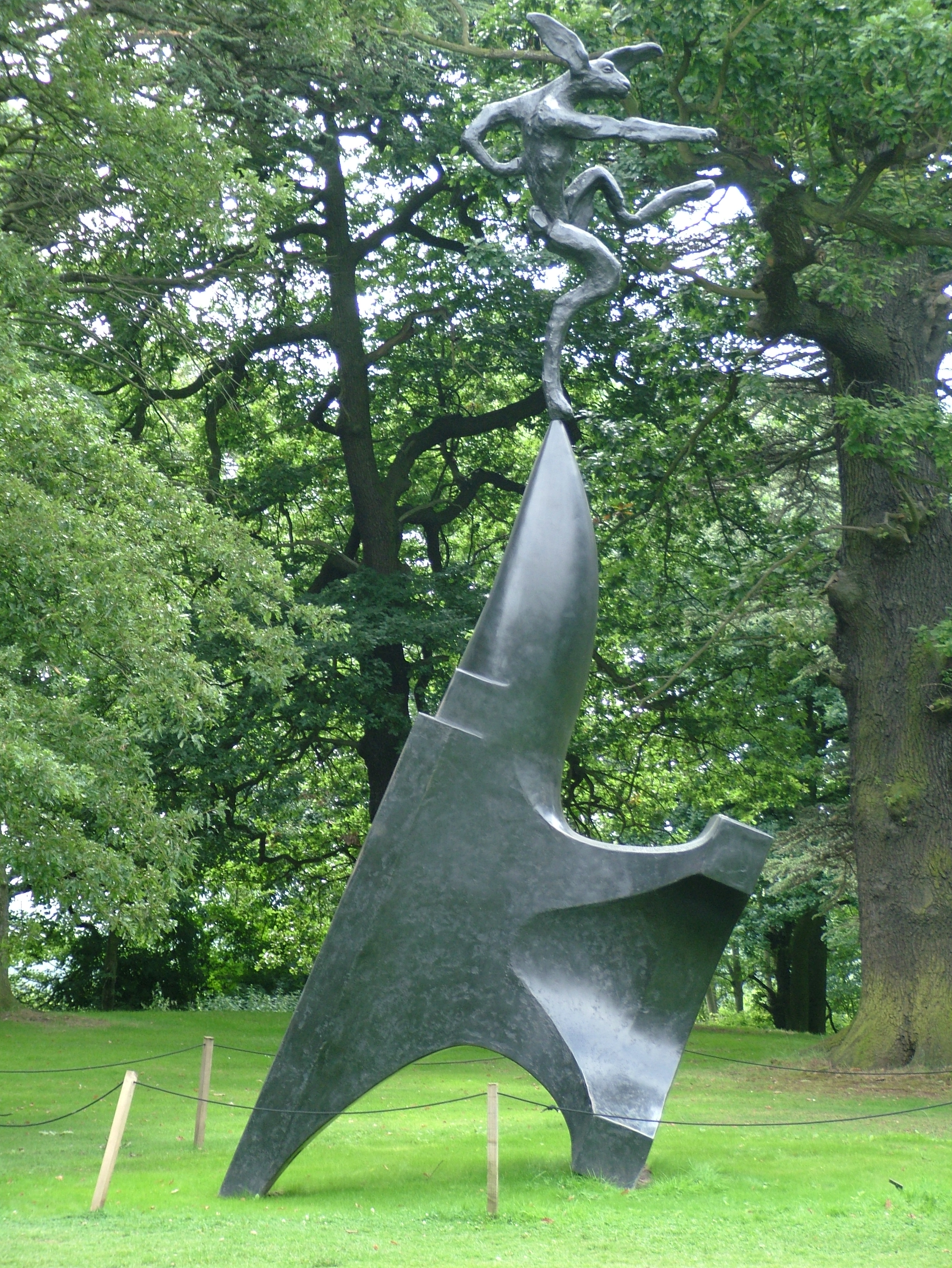
Large Nijinsky Hare on Anvil Point i Yorkshire Sculpture Park i Storbritannien.
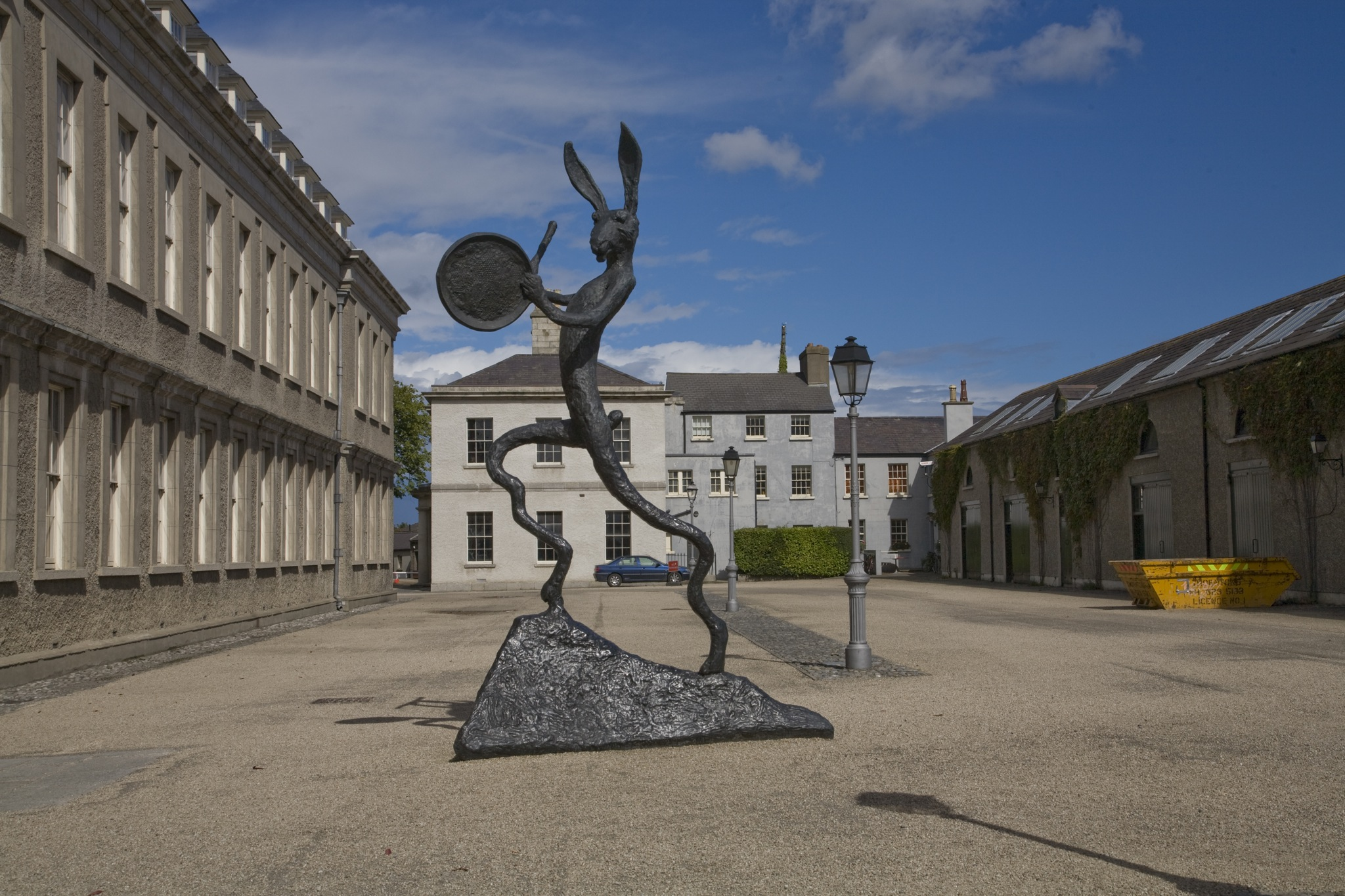
The Drummer utanför Irish Museum of Modern Art i Dublin i Irland.
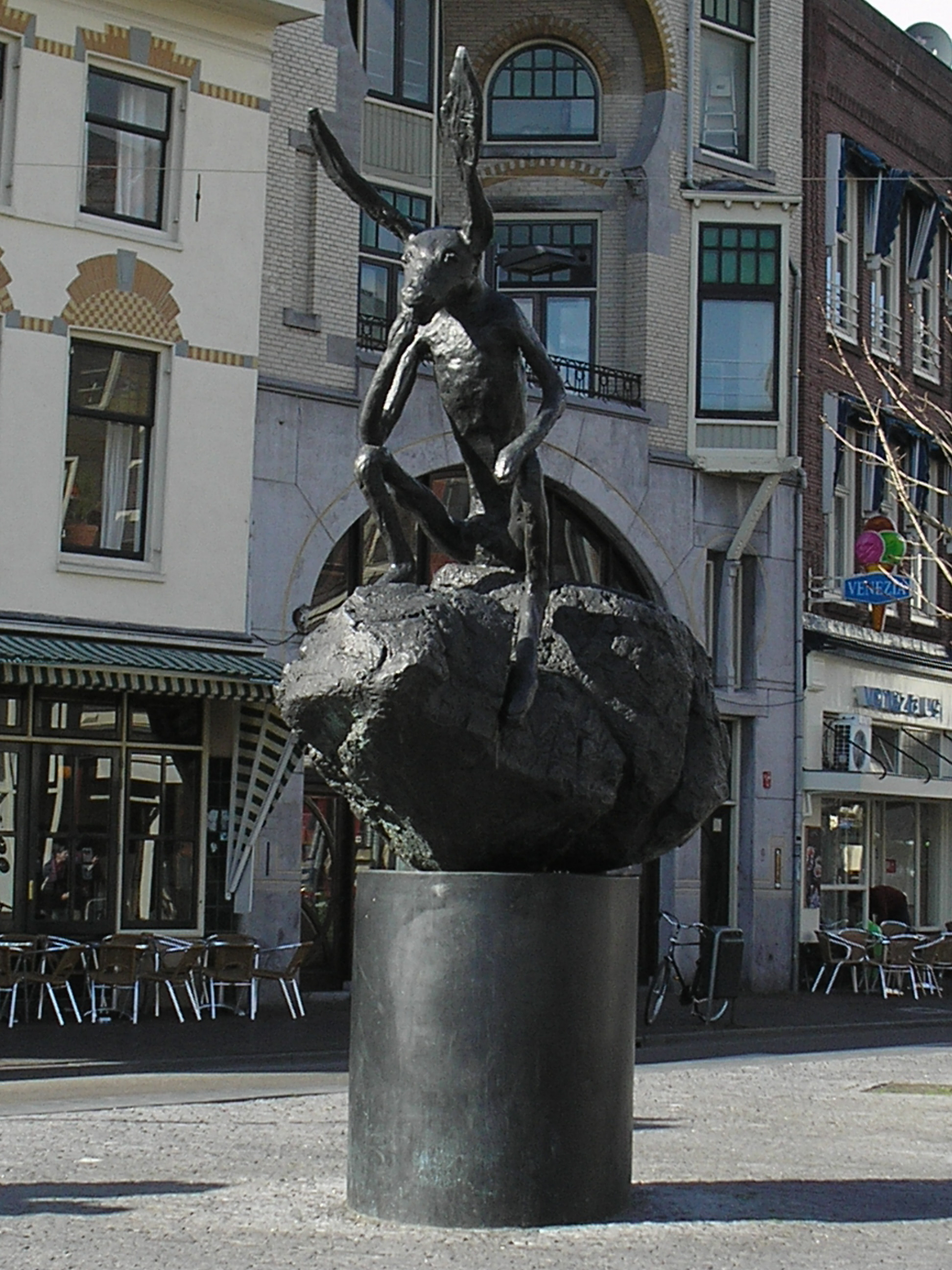
Hare i Rodins Tänkaren-pose i Utrecht i Nederländerna.
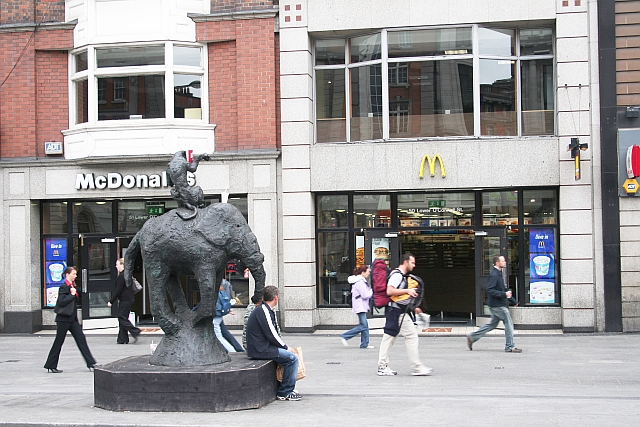
Cougar and Elephant, O'Connell Street i Dublin.
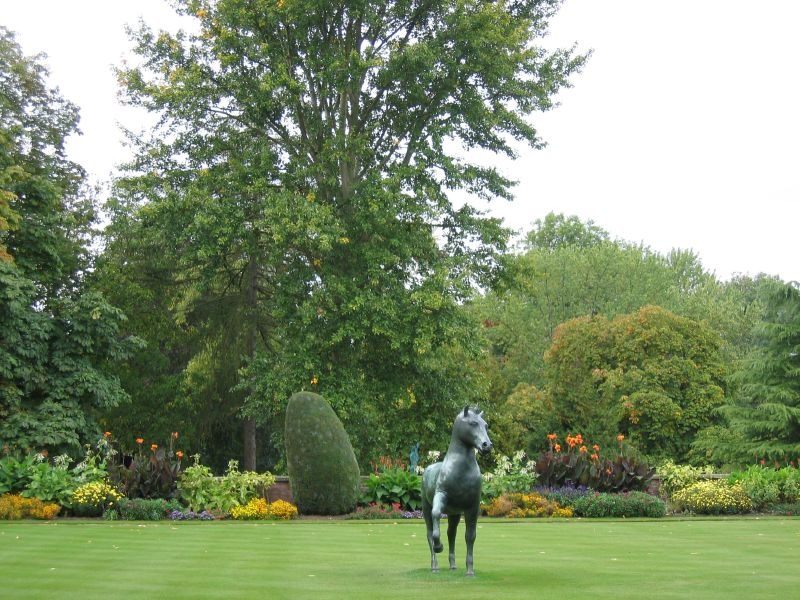
Häst vid Jesus College i Cambridge i Storbritannien.
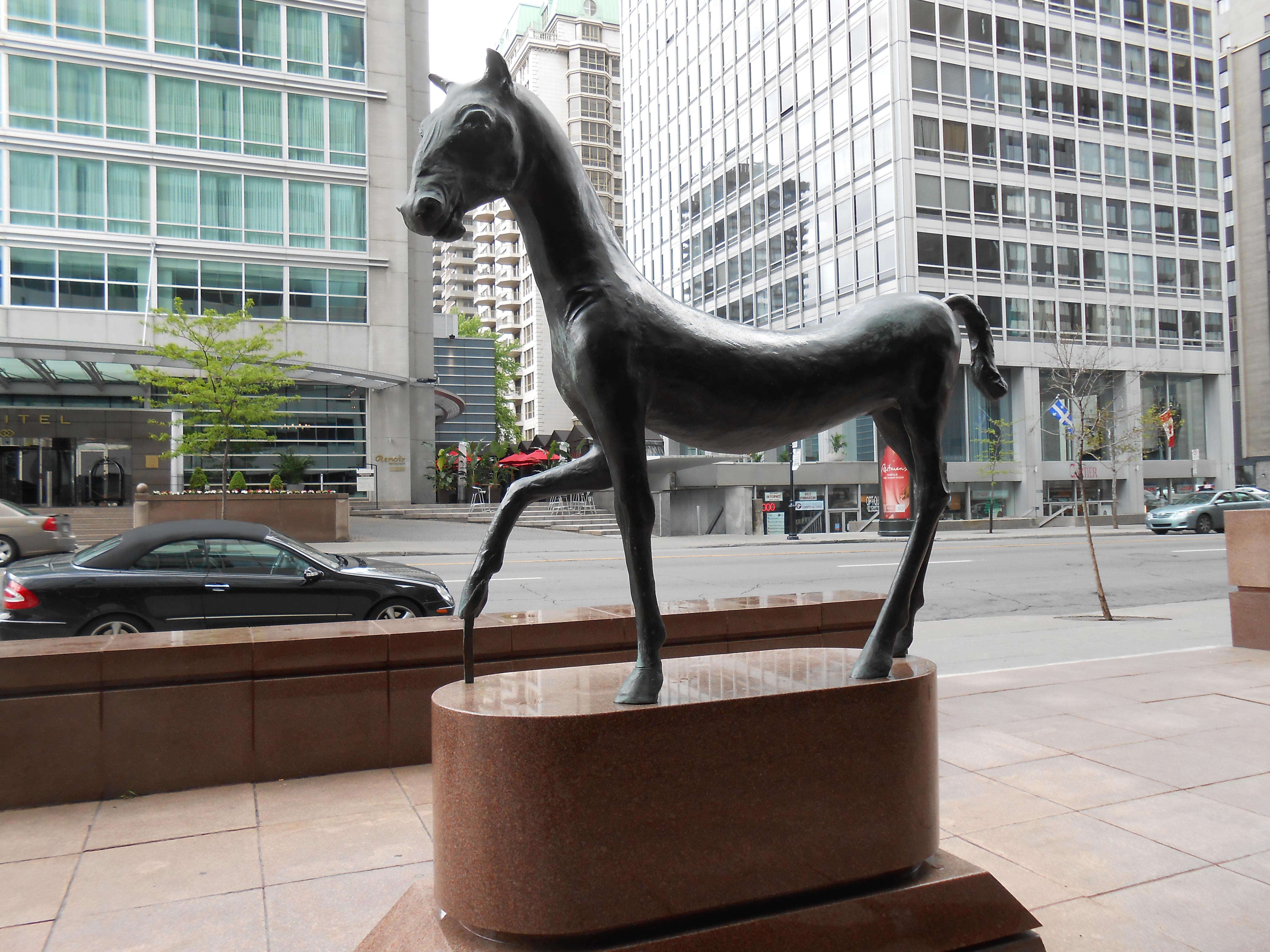
Kouros Horse, 1986, framför byggnaden 1130 Sherbrooke West i Montreal i Kanada.